# اچ‌ام‌اس کروم (ال۶۲)
اچ‌ام‌اس کروم (ال۶۲) (به انگلیسی: HMS Croome (L62)) یک کشتی بود که طول آن ۸۵٫۳ متر (۲۷۹ فوت ۱۰ اینچ) بود. این کشتی در سال ۱۹۴۱ ساخته شد.